# Bezgavka
Bezgavka je majhen, kepičast organ iz limfatičnega tkiva, skozi katerega teče limfa (mezga) ter se v njej razmnožujejo in propadajo limfociti. Sestavljen je iz skorje (korteksa) in sredice (medule), med njima pa se nahaja parakortikalni predel. Bezgavke se nahajajo po vsem telesu, delujejo kot filtri za tujke in so pomembne za delovanje imunskega sistema. 
Imajo tudi klinični pomen; pri različnih bolezenskih stanjih pride do njihovega vnetja. Vnete bezgavke so lahko znak vsakdanjih okužb, na primer angine, lahko pa so posledica hudih, življenjsko ogrožajočih bolezni, na primer raka. 

## Vloga
Patogeni (mikroorganizmi, ki povzročajo bolezni) lahko povzročijo okužbo kjer koli v telesu. Če je določen mikroorganizem prisoten v krvnem obtoku, jih prek antigenov prepoznajo bele krvničke. Do stika mikroorganizmov z belimi krvničkami pride v obkrajnih limfnih organih, kamor sodijo bezgavke. Naivni limfociti (tisti, ki še v preteklosti niso bili v stiku z nobenim antigenom) vstopajo v bezgavke iz krvnega obtoka preko posebnik kapilarnih venul. Ko se limfociti specializirajo (po stiku z določenim antigenom), prehajajo ponovno v mezgovni obtok, in sicer preko eferentnih mezgovnic. Med okužbo lahko pride do povečanja bezgavk, ker takrat pride do povečane proliferacije limfocitov B. Takrat govorimo o »oteklih bezgavkah«.

## Zgradba
Bezgavke so obdane z vezivno ovojnico, ki prehaja v bezgavke in tvorijo letvice (trabekule), to so stebrički vezivnega tkiva, ki se zaraščajo v notranjost bezgavke. Bezgavko tvorita zunanja skorja in notranja sredica. Skorja vsenaokrog obdaja sredico, razen v predelu, kjer vstopajo in izstopajo žile – tam sredica prihaja v neposredni stik z okolnim tkivom. Pod ovojnico se nahajajo vdolbinice, imenovane subkapsularni sinusi. Vanje priteka limfa.

### Skorja
V skorji (korteksu) se nahajajo omenjeni vezivni stebrički, poleg njih pa kortikalni folikli. Med vezivnimi stebrički in kortikalnimi folikli so kortikalni sinusi. Skoznje se pretaka mezga, ki prihaja iz subkapsularnih sinusov. 
Zunanje kortikalne folikle zapolnjujejo zlasti limfociti B, globlje v skorji pa so predvsem limfociti T.

### Sredica
V sredici (meduli) se nahaja dvoje struktur:
- medularni povezki – limfatično tkivo, kjer se nahajajo plazmatke in limfociti B;
- medularni sinusi – žilam podobne strukture, ki jih med seboj ločujejo  medularni povezki. Iz kortekalnih sinusov limfa odteka v medularne sinuse, od tam pa v eferentne mezgovnice. V medularnih sinusih se nahajajo histiociti (negibljivi makrofagi) in retikularne celice.

### Oblika in velikost
Človeške bezgavke so fižolaste oblike; v normalnem stanju so velike od nekaj milimetrov do 1–2 cm. V primerju tumorja ali okužbe se lahko povečajo, in sicer predvsem zaradi pospešenega vplavljanja limfocitov iz krvnega obtoka v bezgavke ter zaradi povečane proliferacije in aktivacije antigensko specifičnih limfocitov B in T (klonalno razmnoževanje). Včasih bezgavke ostanejo povečane, ko je bolezen že premagana.

## Porazdelitev
V človeškem telesu je 500–600 bezgavk; večji skupki so pod pazduhami, v dimljah, vratu, prsih in trebuhu.